# Euthyatira pudens
Euthyatira pudens är en fjärilsart som beskrevs av Achille Guenée 1852. Euthyatira pudens ingår i släktet Euthyatira och familjen sikelvingar. Inga underarter finns listade i Catalogue of Life.